# Wyeomyia surinamensis
Wyeomyia surinamensis är en tvåvingeart som beskrevs av Bruijning 1959. Wyeomyia surinamensis ingår i släktet Wyeomyia och familjen stickmyggor.
Artens utbredningsområde är Surinam. Inga underarter finns listade i Catalogue of Life.